# Valentina Cuenca
María Valentina Cuenca Torriz (Ciudad de México, 5 de junio de 1996), más conocida como Valentina Cuenca, es una actriz mexicana, conocida por sus actuaciones infantiles en diversos programas de televisión, y en la actualidad es Gestora Cultural en la Alcaldía Tlalpan de la Ciudad de México.

## Biografía
Es hija de Enrique Cuenca (1940-2000), que participó en el programa de Los Polivoces, por lo que gracias a que su padre estuviera involucrado en el medio, Valentina descubrió su gusto por la actuación.
En 1998 tuvo su primera oportunidad de participar en la televisión, con el papel de Rosalía en la telenovela Camila.
En 2002 participó en la telenovela infantil ¡Vivan los niños! como Citlali siendo la niña más chica del elenco, pues tenía 6 años en ese entonces. En 2005 participó en las telenovelas Contra viento y marea y Pablo y Andrea.

## Filmografía
- Como dice el dicho (2011-12) - 3 capítulos
- La Legión de la Tarántula (2009) - Isabel
- La rosa de Guadalupe (2008) - Dinorah (1 episodio)
- Pablo y Andrea (2005) - Rita
- Contra viento y marea (2005) - Beatriz
- Amarte es mi pecado (2004) -Leonora Niña/ Alejandra
- ¡Vivan los niños! (2002-2003) - Citlali Castillo Ordóñez
- Navidad sin fin (2001) - Mariana
- Camila (1998) - Rosalía